# Sindechites henryi
Sindechites henryi là một loài thực vật có hoa trong họ La bố ma. Loài này được Oliv. miêu tả khoa học đầu tiên năm 1888.